# 奈良県保育所一覧
奈良県保育所一覧（ならけんほいくしょいちらん）は、奈良県の保育所の一覧。

## 公立保育所

### 奈良市
- 奈良市立若草保育園
- 奈良市立三笠保育園
- 奈良市立辰市保育園
- 奈良市立帯解保育園
- 奈良市立布目保育園
- 奈良市立柳生保育園
- 奈良市立春日保育園
- 奈良市立都南保育園
- 奈良市立伏見保育園
- 奈良市立大宮保育園
- 奈良市立右京保育園
- 奈良市立学園南保育園
- 奈良市立高円保育園
- 奈良市立朱雀保育園
- 奈良市立京西保育園
- 奈良市立富雄保育園
- 奈良市立神功保育園
- 奈良市立月ヶ瀬保育園
- 奈良市立並松保育園
- 奈良市立認定こども園都祁保育園（認定こども園）
- 奈良市立吐山保育園
- 奈良市立三城保育園

### 磯城郡
- 宮古保育園（田原本町）

## 私立保育所

### 奈良市
- 鶴舞保育園
- 中登美保育園
- 極楽坊保育園
- 愛の園保育園
- 奈良ルーテル保育園
- 佐保山保育園
- 西大寺保育園
- 西奈良ルーテル保育園
- みのり保育園
- 学園前保育園
- みずほ保育園
- こまどり保育園
- あけぼの会夜間保育所
- 桜華保育園
- 佐保川保育園
- あやめ池保育園
- 西の京さくら保育園
- あかね保育園
- そら保育園
- あいづ保育園
- すまいる保育園
- 幼保連携型認定こども園　こだま保育園（あやめ池）
- 幼保連携型認定こども園　右京こだま保育園（高の原）

### 天理市
- 社会福祉法人　愛和会　朝和保育園（兵庫町）
- 社会福祉法人　愛和会　柳本保育園（遠田町）

### 磯城郡
- 社会福祉法人　愛和会　宮森保育園（田原本町）
- 社会福祉法人　愛和会　こどもの森　阪手保育園（田原本町）

### 北葛城郡
- 西大和保育園（河合町）

### 香芝市
- ハルナ保育園
- せいか保育園
- あけぼの保育園